# Ozarba bettina
Ozarba bettina är en fjärilsart som beskrevs av Druce 1898. Ozarba bettina ingår i släktet Ozarba och familjen nattflyn. Inga underarter finns listade i Catalogue of Life.